# Alan Shugart
Alan Field Shugart (27 de septiembre de 1930-12 de diciembre de 2006) fue un ingeniero en computación líder en el trabajo en la industria de los discos duros. Es considerado extensamente un pionero en su área.

## Biografía
Nacido en Los Ángeles, California, se graduó en la Universidad de Redlands, recibiendo su diploma en ingeniería física.
Shugart fue padre de tres hijos, Joan Šugart (1951-1954), Kristofer D. Šugart (nacido en 1953) y Teri L.K. Shugart (nacida en 1955). Shugart estuvo casado con Ester Mars (de soltera Bel), madre de sus tres hijos, de 1951 a 1973. Está en pareja con Rito Shugart

### IBM
Comenzó su carrera en IBM en 1951, en San José, California, reparando máquinas contable de tarjetas perforadas. Trabajó en el proyecto de IBM RAMAC 305 (del inglés Random Access Method of Accounting and Control) que permitía almacenar 5 millones de caracteres de datos. 
Dentro de los proyectos también fue partícipe del IBM 1301, un disco de 50 MB el cual fue la base para múltiples empresas de servicios.
Llegó a ocupar posiciones de importancia hasta ser el Direct Access Storage Product Manager, responsable de los productos de almacenamiento; que era en ese momento en IBM uno de los negocios más provechosos. Entre los grupos que reportaba a Shugart, estaba el grupo que inventó el disco flexible (floppy disk).

### Memorex
En 1969 deja IBM y pasa a Memorex, una empresa que inicialmente se centraba en el almacenamiento en cintas magnéticas. En Memorex, Shugart asumió el cargo de Vicepresidente de Ingeniería. Shugart fue fundamental en el establecimiento y desarrollo de la división de almacenamiento en disco de Memorex. Bajo su liderazgo, la empresa desarrolló y produjo unidades de disco que competían directamente con los productos de IBM.
Uno de los logros notables de Shugart en Memorex fue el desarrollo del Memorex 630, un sistema de almacenamiento en disco de alto rendimiento que fue bien recibido en el mercado y ayudó a posicionar a Memorex como un fuerte competidor en la industria del almacenamiento.
El enfoque de Shugart en la innovación y la calidad llevó al desarrollo de varios productos clave de almacenamiento. Su experiencia en ingeniería y liderazgo fueron críticos para asegurar que los productos de Memorex cumplieran con los exigentes estándares de la industria. El trabajo de Shugart en Memorex ayudó a la empresa a desafiar el dominio de IBM en el mercado del almacenamiento. La presión competitiva de Memorex llevó a una mayor innovación y avances en la tecnología de almacenamiento en toda la industria.
Shugart dejó Memorex en 1972 debido a desacuerdos internos y diferencias de visión para el futuro de la empresa. Su salida marcó el final de un capítulo significativo en su carrera y condujo a la fundación de sus propias empresas, incluyendo Shugart Associates y Seagate Technology.
El trabajo de Alan Shugart en Memorex ejemplifica su capacidad para impulsar la innovación tecnológica y la excelencia competitiva en la industria del almacenamiento de datos. Sus contribuciones ayudaron a dar forma al paisaje temprano de la tecnología de almacenamiento de datos y sentaron las bases para futuros avances en el campo.

### Shugart associates
En 1972 deja Memorex para fundar Shugart Associates en 1973, más adelante adquirido por Xerox. 

### Seagate Technology
Luego él y Finis Conner cofundan Seagate Technology en 1979. La compañía fue creada con el objetivo de innovar y liderar el mercado de unidades de disco duro.
Seagate lanzó el ST-506, la primera unidad de disco duro de 5,25 pulgadas para microcomputadoras, en 1980. Esta unidad estableció el estándar de la industria y fue un éxito rotundo, propulsando a Seagate a la prominencia. Bajo el liderazgo de Shugart, Seagate desarrolló y promovió estándares de interfaces de almacenamiento, como el ST-412, que se convirtió en un pilar en la industria de discos duros.
Durante las décadas de 1980 y 1990, Seagate experimentó un crecimiento significativo, expandiéndose globalmente y diversificando su línea de productos para incluir unidades de disco duro de diferentes tamaños y capacidades. Bajo la dirección de Shugart, Seagate realizó varias adquisiciones estratégicas, fortaleciendo su posición en el mercado y expandiendo su capacidad tecnológica. Con Shugart como director ejecutivo, Seagate se convirtió en el mayor fabricante mundial independiente de discos duros y componentes relativos.
Recibe en 1997 el premio de la IEEE "Reynold B. Johnson Information Storage Systems Award". 
En julio de 1998, dimite de su posición en Seagate.
Shugart falleció el 12 de diciembre de 2006 en Monterey en California por complicaciones derivadas de una operación de corazón a la que había sido sometido.

## Premios
Recibió el premio IEEE Reynold B. Johnson Information Storage Systems Award de 1997. En 2005, fue nombrado miembro del Computer History Museum "por sus contribuciones de toda la vida a la creación de la industria moderna de las unidades de disco".

## Actividad política
En 1996, Shugart lanzó una campaña sin éxito para elegir a su perro Ernest, un Boyero de Berna, al Congreso de los Estados Unidos. Posteriormente Shugart escribió un libro sobre esta experiencia, Ernest Goes to Washington (Well, Not Exactly). Shugart respaldó una iniciativa de referéndum fallida en 2000 que diese a los votantes de California la opción de elegir a  "none of the above"  (ninguno de los anteriores) en las elecciones.